# Кучабог
Кучабо́г (тадж. Кӯчабоғ) — село у складі Хатлонської області Таджикистану. Входить до складу джамоату імені Худойора Раджабова Восейського району.
Село розташоване на березі річки Яхсу.
Назва села означає «садова вулиця». Колишня назва — Лісопитомнік.
Населення — 1442 особи (2010; 1357 в 2009).